# Untere Argen
Die Untere Argen ist ein Fluss in Bayern und Baden-Württemberg in Süddeutschland. Sie ist der deutlich wasserreichere der beiden Quellflüsse der Argen und damit hydrografisch deren Hauptquellfluss. Mit rund 69 Kilometern ist sie auch länger als die 50 Kilometer lange Obere Argen. Die Fließgewässerkennzahl GKZ 2152 der Argen wurde allerdings auch der Oberen Argen zugewiesen, welche also amtlich gleichwohl als deren Oberlauf angesehen wird.

## Geographie

### Verlauf
Das Quellgebiet der Unteren Argen liegt auf über 1000 m ü. NHN im Gebiet von Knottenried. Dort entspringen der Börlasbach und der Stixnerbach.
Die Untere Argen entsteht aus dem Zusammenfluss dieser beiden Bäche in etwa 850 m ü. NHN am westlichen Ortseingang von Missen im bayerisch-schwäbischen Landkreis Oberallgäu, von wo sie zunächst in nördlicher Richtung nach Isny fließt. Kurz vor dem Ortsteil Großholzleute nimmt die Untere Argen die von rechts kommende Wengener Argen auf und quert die bayerisch-württembergische Landesgrenze. Bei Isny ändert die Untere Argen die Laufrichtung nach Nordwesten und bei Waltershofen dann nach Südwesten.
In Höhe des Wangener Stadtteils Neuravensburg, rund einen Kilometer nordwestlich der großen Talbrücke Obere Argen der Bundesautobahn 96, fließt sie mit der Oberen Argen zusammen. Die so entstandene Argen mündet nach rund 15 Kilometer langem Lauf zwischen Kressbronn und Langenargen in den Bodensee.

### Zuflüsse
Zuflüsse vom Ursprung zur Mündung (Auswahl):
- Börlasbach (rechter Oberlauf)
- Stixnerbach (linker Oberlauf)
- Trettenbach (rechts)
- Weitnauer Bach (rechts, 13,11 km; 34,76 km²)[5]
- Wengener Argen (rechts, 13,22 km; 28,03 km²)[5]
- Riedbach (rechts, 2,7 km)[6]
- Großholzleuter Bach (rechts, 1,0 km)[6]
- Maierhöfener Bach (links, 6,5 km; 9,8 km²)[6]
- Tiefertobelbach (rechts, 2,0 km)[6]
- Tobelbach (rechts, 2,1 km)[6]
- Rotbach (links, 6,3 km; 7,6 km²)[5]
- Ratzenhoferbach (rechts, 1,8 km)[6]
- Rohrdorfer Bach (rechts, 6,2 km; 19,2 km²)[6]
- Zellergraben (links, 1,4 km)[6]
- Moosgraben (links, 2,6 km)[6]
- Herbisweiherbach (rechts, 4,4 km; 6,4 km²)[6]
- Isnyer Ach (links, 6,7 km; 20,1 km²)[5]
- Hirschbach (rechts, 4,0 km)[6]
- Tobelbach (rechts, 6,5 km; 9,8 km²)[6]
- Steinackerbach (links, 2,2 km)[6]
- Bliderazhofener Bach (links, 1,8 km)[6]
- Einödbach (rechts, 1,4 km)[6]
- Mühlbach (rechts, 7,8 km; 15,3 km²)[6]
- Eschach (links, 6,8 km; 8,9 km²)[6]
- Sigrazhofenbach (rechts, 4,5 km)[6]
- Waldbach (links, 1,9 km)[6]
- (Bach aus dem Geißertobel) (links, 3,8 km)[6]
- Kaibach, zuletzt Bachtobelbach (rechts, 2,2 km)[6]
- (Abfluss des Grundweihers) (rechts, 2,7 km)[6]
- Nierätzer Bach (links, 0,9 km)[6]
- Bürstengraben (links, 1,1 km)[6]
- Karbach (rechts, 12,8 km; 22,7 km²)[6]
- Tobelbach (rechts, 3,0 km)[6]
- Möslebach (rechts, 1,4 km)[6]
- Lachengraben (links, 0,6 km)[6]
- Kernatenbach (links, 2,1 km)[6]
- Haslach (rechts, 19,4 km; 64,8 km²)[6]

## Geschichte
Direkt an der Unteren Argen befindet sich unweit von Isny auf einem Vorsprung, nur ein paar Dutzend Meter über dem Wasserspiegel, das ehemalige Gelände des römischen Reiterkastells Vemania. Es war Teil des Donau-Iller-Rhein-Limes und unterteilte strategisch die Wegstrecke von Bregenz nach Kempten (Allgäu) an der alten Römerstraße Kempten–Bregenz. Für die zahlreichen Einzelanlagen wurden zur Verbesserung der Funktion gerne Gewässer, wie in diesem Fall die Argen, mit einbezogen. Eine Engstelle im Flusslauf bei Kleinweilerhofen, nicht weit vom Kastell und heute mit einer eher einfachen, unscheinbaren Straßenbrücke versehen, hatte die gleiche Funktion.

## Nutzung der Wasserkraft

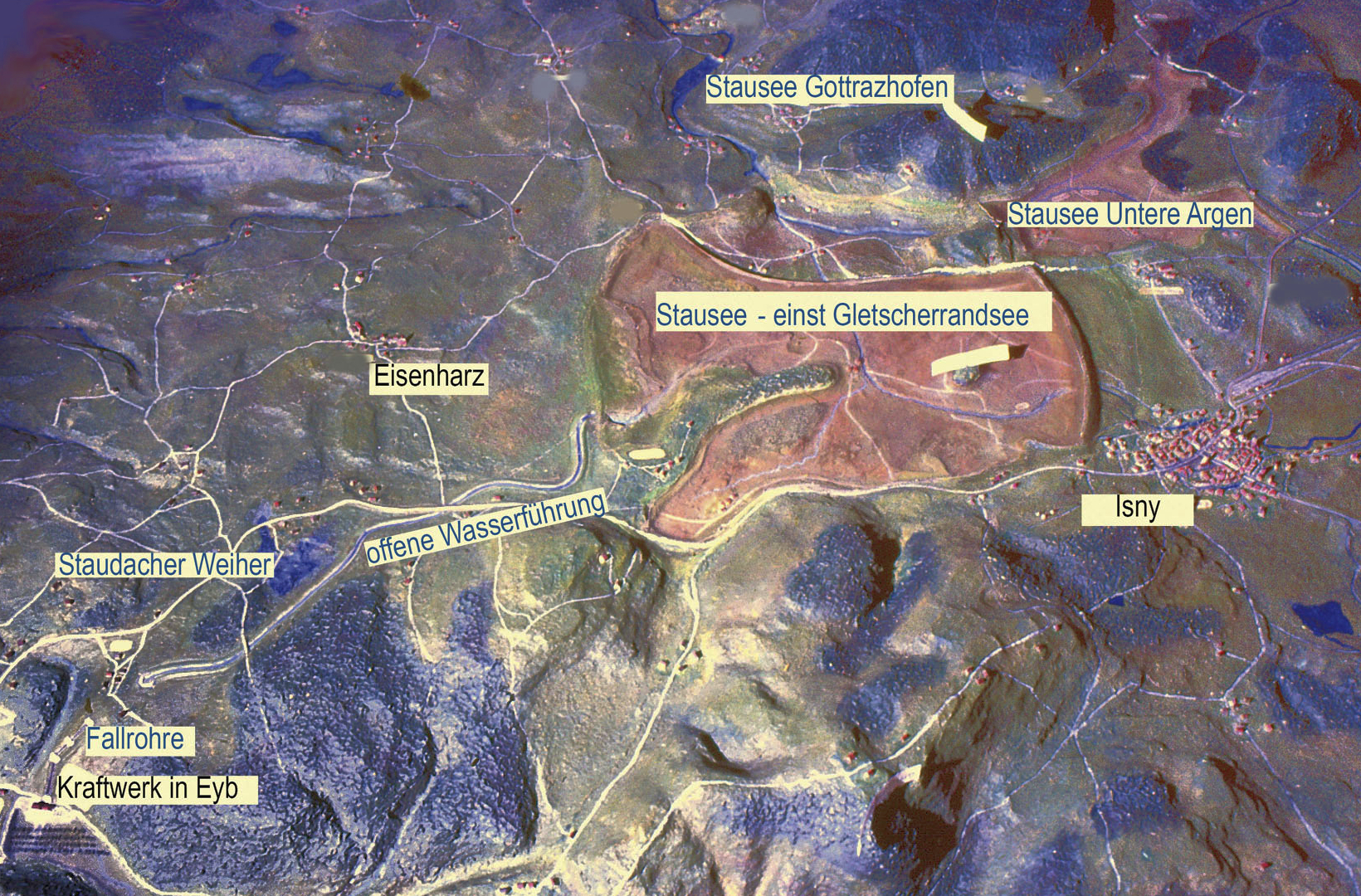
Geplanter Stausee bei Isny 1949

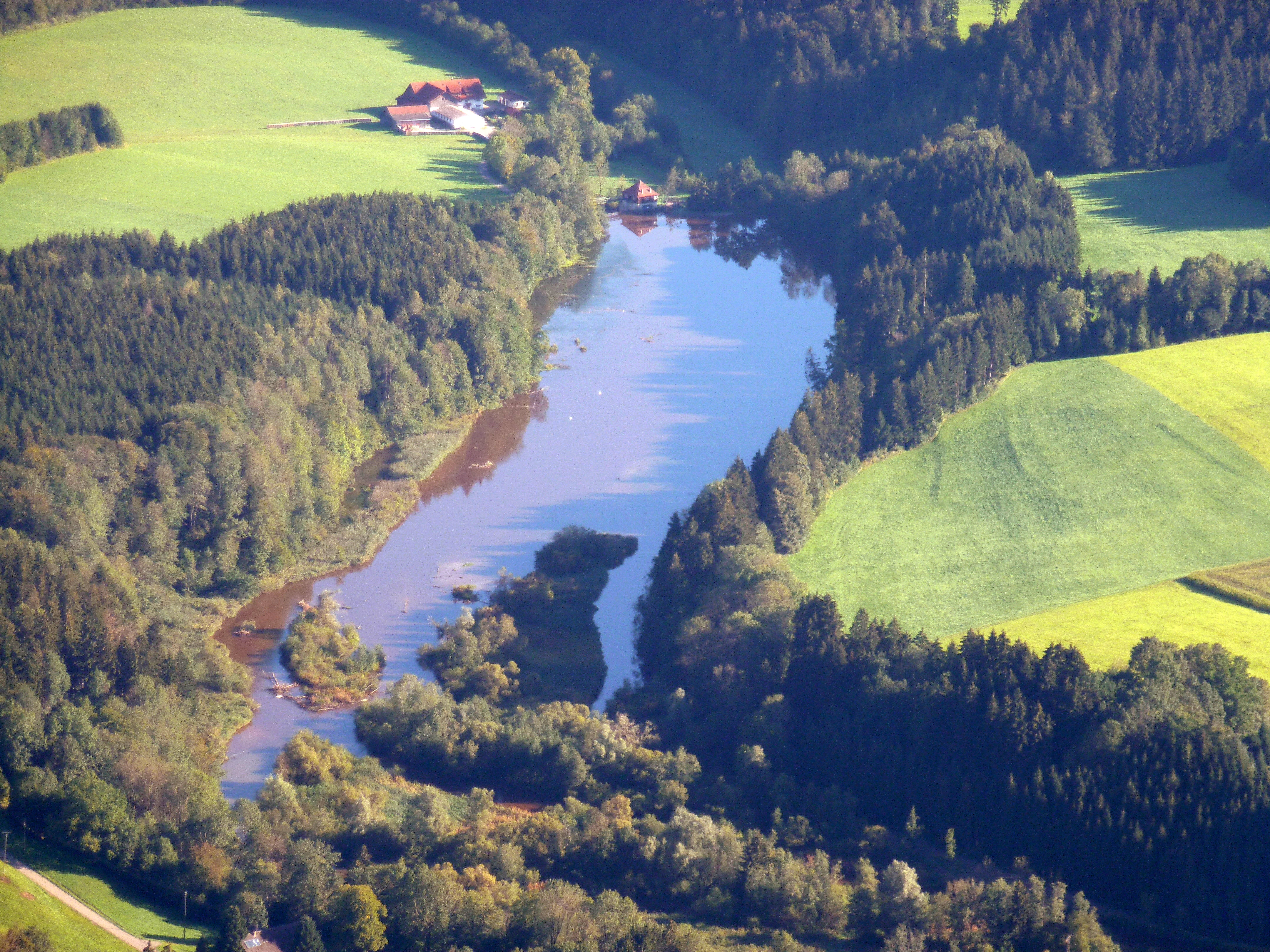
Untere Argen mit Stausee bei Gottrazhofen

Mit dem Wechsel von der Donau- zur Rheinentwässerung in der Flussgeschichte fällt die Untere Argen auf nur 55 Kilometer Länge um 360 Höhenmeter, was ihr eine beträchtliche Energiemenge verleiht. So konnte die Wasserkraft früher mit den Nebenflüssen intensiv im Sägewerk, Mahlmühle, Knochenstampf, Leinstampf, Ölmühle und als Hammerwerk zum Schmieden von Eisen genutzt werden. Heute wird die Energie des Wassers in elektrische Energie umgewandelt. Auch in der Hammerschmiede von Anton Netzer in Gottrazhofen treibt die Turbine den Generator an, dessen Strom den Hammer schlagen lässt.
Von ehemals 33 Nutzern von Wasserkraft allein in Argenbühl – zwischen der Oberen und Unteren Argen – liefern heute noch neun Kraftwerke elektrischen Strom. Thalerschachen an der Unteren Argen versorgte Wangen schon 1893 mit Elektrizität. Die Städte Isny und Leutkirch folgten nach dem Bau von weiteren Kraftwerken. 1913 konnten in Eglofs an der Oberen Argen schon die Glühlampen leuchten, die von Eglofstal ihren Strom erhielten.
Das wohl umfangreichste Großprojekt beim Ausbau der Wasserkraft war der Stausee, der 1949 in den Bodenmösern zwischen Isny und Eisenharz geplant war. Dort sollte das Wasser gestaut werden und über Fallrohre in Eyb an der Oberen Argen die Turbinen und Generatoren antreiben. Das Projekt scheiterte daran, dass der Stausee zu flach geworden wäre mit der Gefahr von Faulgasen und die Wasserzufuhr zu unsicher war. Damals hatte sich eine Bürgerinitiative kräftig gegen den Stausee gewehrt. Heute weiß man mehr vom klimaschädlichen Methan (CH4), das in Stauseen entstehen kann.
Dass der Stausee bei Gottrazhofen (bei Christazhofen) sich zum Vogelparadies mit 120 verschiedenen Vogelarten entwickelt hat, ist die andere Seite. Graugänse und Höckerschwäne brüten hier, und der schillernd bunte Eisvogel ist mit dabei. Am Zu- und Abfluss leben Fließgewässerarten wie Wasseramseln, Bach- und Gebirgsstelzen. Dazu kam auch ein 200 Meter langer Fischpass, den die Bachforelle zum Laichen in andere Gewässerabschnitte benutzt.
Seit der Energiewende bemühen sich Städte und Gemeinden über die Wasserkraft diese erneuerbare Energie zu nutzen. Die Stadt Wangen bringt ein altes, privates Kraftwerk in Kommunalbesitz, modernisiert die Anlage und möchte über ein Stauwehr im Stadtbereich ebenfalls Strom gewinnen.